# Bandini Saloncino
O Bandini Saloncino foi um veículo de corrida, lançado em 1968 pela empresa italiana Bandini Automobili.